# Щигрев, Виктор Андреевич
Виктор Андреевич Щигрев (род. 23 апреля 1988 года, Бийск, Алтайский край) — российский государственный деятель. Глава города Бийска с 22 декабря 2022 года.

## Биография
Родился 23 апреля 1988 года в Бийске Алтайского края. В 2011 году окончил Алтайский государственный университет по специальности «Юриспруденция». В 2021 году получил магистратуру в Алтайском филиале  РАНХиГС по направлению «Государственное и муниципальное управление».
В 2013 году приступил муниципальной службе в должности юрисконсульта МКУ «Управление жилищно-коммунального хозяйства, благоустройства и дорожного хозяйства администрации города Бийска». Затем там же трудился главным специалистом сектора дорожного хозяйства отдела дорожного хозяйства и благоустройства, начальником отдела дорожного хозяйства и благоустройства, начальником отдела жилищно-коммунального хозяйства, и.о. заместителя начальника управления - начальником отдела жилищно-коммунального хозяйства, заместителем начальника управления ЖКХ, благоустройства и дорожного хозяйства Бийска.
Покинул бийскую мэрию в 2020 году, перейдя в администрацию Смоленского района, где он занимал пост заместителя главы по вопросам ЖКХ, строительства и газификации.
22 декабря 2022 года на заседании бийской Думы Виктор Щигрев был избран мэром алтайского наукограда. За него проголосовало 29 депутатов из 30.

## Личная жизнь
Женат. Воспитывает 2 детей.